# Ambroise Delachenal
Joseph Marie Ambroise Delachenal, italianizzato in Ambrogio De La Chenal (Ugine, 24 novembre 1808 – 9 gennaio 1894), è stato un politico francese.

## Biografia
Fu Deputato del Regno di Sardegna nella II e nella III legislatura per il collegio di Ugine.